# 四式特殊輸送機
日国 ク8 四式特殊輸送機
国際 ク8 II
- 用途：軍用グライダー
- 設計者：笹尾庸三
- 製造者：日本国際航空工業
- 運用者

  - 大日本帝国陸軍
  - 大日本帝国海軍
- 初飛行：1943年5月22日
- 生産数：619機（ク8II）

四式特殊輸送機（よんしきとくしゅゆそうき）または四式中型輸送滑空機（よんしきちゅうがたゆそうかっくうき）は、第二次世界大戦時に使用された大日本帝国陸軍の滑空機（軍用グライダー）。試作名称は「ク8」。連合国のコードネームは「Goose」のち「Gander」。

## 概要
1941年（昭和16年）、陸軍にク8の開発を命じられた日本国際航空工業（日国航空工業）は、当初自社製の一式輸送機からエンジンと燃料タンクを取り去り降着装置を改良したものを製作し、同年7月に試作機である「実験用滑空機」（ク8I）を完成させ、実験を行った。実験後から同年12月にかけて改良を加えられ、翌1942年（昭和17年）5月に陸軍航空技術研究所実験部による試験飛行が行われたが、その結果改めて新規設計を行うこととなった。
日国航空工業は笹尾庸三技師を設計主務者として新規設計による「ク8II」の開発を進め、1943年（昭和18年）5月20日に試作一号機が完成。同月22日に初飛行し、同年10月に量産が開始された。ク8IIは一時は「四式中型輸送滑空機」と呼ばれていたが、1944年（昭和19年）3月に「四式特殊輸送機」として制式採用されている。なお、「四式中型輸送滑空機」は海軍名とする説もある。
機体各部の生産は日国航空工業平塚工場のほかに各地の紡績工場などで行われ、それらの組立ては主に各地の陸軍飛行場でなされた。この現地組立てによって終戦までの生産数は619機に達している。また、福田軽飛行機や日本小型飛行機でも生産が計画されていたが、実現していない。
1944年9月には西筑波飛行場の滑空飛行第1戦隊などに配備され、フィリピンへの物資輸送や敵航空基地への奇襲攻撃が計画されていたが、実際に行われたのはごくわずかな物資輸送のみであり、沖縄の敵航空基地に突入する「烈号作戦」を準備中に終戦を迎えた。また、海軍の空挺滑空部隊や特設空輸部隊も訓練用に本機を使用していた。なお、機体強度を高めた改良型の「ク8III」も計画されていたが、実機が制作されることはなかった。

## 機体
ク8Iは乗員2名と兵員、もしくは1,500 kgの貨物を搭載できた。操縦席は並列複座で複操縦装置をもつが、主操縦席はハンドル式、副席はスティック式操縦桿であった。
ク8IIの設計は大量生産と生産工程の簡易化を考慮しており、主翼は木製羽布および合板張り、胴体は鋼管溶接フレームに羽布張りとなっている。操縦席は並列複座。着陸装置は尾輪式で、主車輪は離陸後投下し、着陸時は複列式の橇を使用した。なお、主車輪は回収して再使用された。主翼にフラップはなく、上下面に開く空気抵抗板を取り付けていた。
兵員20 - 24名、または床の留め金具を用いて四一式山砲や小型貨物自動車などを搭載可能であり、機首部は大型搬送物の積み卸しのため、操縦席ごと右に90度折り曲がるようになっている。ほかに胴体左側に乗員乗降用の出入口があった。曳航機は陸軍が九七式重爆撃機を、海軍が九六式陸上攻撃機を用いていた。

## 派生型
- ク8I : 試作機
- ク8II : 軍用輸送グライダーの量産型。
- ク8III：機体構造強化型。計画のみ。
- キ111：ク8IIIを動力化した燃料輸送機。計画のみ。

## 運用
- 日本

## 要目
ク8Ⅱ
- 乗員：2名
- 積載量：兵員 20名
- 全長：13.31 m (43 ft 8 in)
- 全幅：23.20 m (76 ft 1 in)
- 全高：3.50 m
- 翼面積：50.7m2
- 自重：1,630 kg
- 全備重量：3,500 kg (7,720 lb)
- 超過禁止速度：240 km/h
- 最大曳航速度：224 km/h (140 mph)
- 最大滑空比：15.9